# Festival panafricain du cinéma de Ouagadougou 1979
Le FESPACO 1979 est la 6e édition du Festival panafricain du cinéma de Ouagadougou. Il se déroule du 2 au 10 février 1979 à Ouagadougou au Burkina Faso.
Le thème de cette édition est « Le rôle du critique du film africain ».
Le film Baara de Souleymane Cissé décroche l'Étalon de Yennenga.

## Contexte
Le festival se déroule dans un contexte de tension sociale, la Haute-Volta étant secouée par de nombreuses grèves en 1979.

## Déroulement
62 films africains sont issus de 16 pays (Algérie, Angola, Bénin, Cameroun, Congo, Côte d'Ivoire, Gabon, Ghana, Haute-Volta, Ile Maurice, Mali, Niger, Sénégal, Tunisie, Zaïre), tandis que 16 films non-africains proviennent de 10 pays (Allemagne, Autriche, Belgique, Canada, États-Unis, France, Grand-Bretagne, Suisse, Tchécoslovaquie, URSS).
Le film Ceddo d'Ousmane Sembène est projeté lors de la cérémonie d'ouverture, avec des problèmes techniques que le cinéaste a pris en exemple de dysfonctionnement dans la supervision des appareils de projection.
Le nombre de spectateurs est encore estimé globalement à 100 000 spectateurs.

## Palmarès
| Prix                                                                       | Lauréat                  | Film                       | Pays        |
| Grand prix Étalon de Yennenga                                              | Souleymane Cissé         | Baara (Le Travail)         | Mali        |
| Prix du 7e art                                                             | Ahmed El Maânouni        | Alyam, Alyam (Ô les jours) | Maroc       |
| Prix de l'authenticité africaine                                           | Ridha Béhi               | Soleil des hyènes          | Tunisie     |
| Prix du meilleur court métrage                                             | Brahim Tsaki             | La Boîte dans le désert    | Algérie     |
| Prix spécial d'encouragement du jury                                       | Hamidou-Benoit Ouedraogo | Yik-Yan (Debout)           | Haute-Volta |
| Prix de l'Agence de coopération culturelle et technique                    | Kollo Daniel Sanou       | Béogho naba                | Haute-Volta |
| Prix de la commune de Ouagadougou                                          | Pierre-Marie Dong        | Ayouma                     | Gabon       |
| Prix de l'Office catholique international du cinéma et l'audio-visuel OCIC | Souleymane Cissé         | Baara (Le Travail)         | Mali        |

## bibliographie
- Colin Dupré, Le Fespaco, une affaire d'État(s), 1969-2009, L'Harmattan, 2012, 406 p. (ISBN 978-2-336-00163-0)
- Fespaco, Black Camera et Institut Imagine, Cinéma africain - Manifeste et pratique pour une décolonisation culturelle : Première partie - le FESPACO : création, évolution, défis, Ouagadougou, Auto-édition, 2020, 786 p. (ISBN 978-2-9578579-4-4) - traduction de Black Camera Volume 12, Number 1, Fall 2020, African Cinema: Manifesto & practice for cultural decolonization, part I: FESPACO: Formation, Evolution, Challenges, Indiana University Press
- Hamidou Ouédraogo, Naissance et évolution du FESPACO de 1969 à 1973, Ouagadougou, Chez l'auteur, février 1995, 224 p..